# 아멜 벤트
아멜 벤트(Amel Bent, 1985년 6월 21일 ~ )는 프랑스의 가수이다.

## 음반 목록
- Un Jour d'été (2004)
- À 20 ans (2007)
- Où je vais (2009)
- Délit mineur (2011)
- Instinct (2014)
- Demain (2019)
- Sorøre (2021; 카멜리아 조르다나 & 비타와 합작)
- Vivante (2021)